# Митниця (Черкаси)
Митниця — мікрорайон та місцевість у Черкасах, що розташований на узбережжі Кременчуцького водосховища. Адміністративно належить до Придніпровського району міста.

## Опис
Мікрорайон знаходиться у східній частині міста. Розташований на штучно намитих ґрунтах. Обмежений із заходу та південного заходу вулицею Володимира Великого, з півночі вулицею Сержанта Жужоми та парком Європейський, зі сходу та північного сходу Кременчуцьким водосховищем Дніпра, з півдня та південного сходу вулицею Припортовою. Природною "лінією розмежування" Митниці та решти Черкас є високий берег колишньої заплави Дніпра. Іноді як частину Митниці враховують також урочище Чорний Яр, що глибоко врізається в цю берегову лінію.  
Згідно з планом забудови мікрорайону були зведені наступні житлові масиви: 
- Митниця-1, що знаходиться поруч із річковим вокзалом. Серед місцевих мешканців також побутує назва Річпорт. Обмежена кільцем вулиць Захисників Азовсталі, Героїв Дніпра, Козацької та Припортової. Іноді ще також називається Стара Митниця, бо цей масив почав зводитись раніше (у 1983-му році збудована перша багатоповерхівка за адресою Припортова, 46). Окрім житлових будинків зі знакових споруд тут також розташовані Черкаський річковий вокзал, гімназія № 31 та спеціалізована школа № 33, дитсадочки №40 "Козачок" (наразі недіючий) та № 90 "Весняночка", бізнес-центр "Митниця", ТРЦ "Дніпро Плаза", магазин "Центр Меблів", фітнес-центр "Sport Life", колишнє кафе "Марина", магазин "Сіті Маркет" (колишня та народна назва "Сонячний"). Паркова інфраструктура представлена скверами Подих Дніпра, імені Сержанта Смірнова, Козацький та Дніпровський. На незабудованій частині намитої території мікрорайону утворилось урочище Пустир.
- Митниця-2, що простягається уздовж вулиць Володимира Великого та Героїв Дніпра, також масив обмежують вулиці Сержанта Жужоми та Захисників Азовсталі. Також може називатись Нова Митниця, бо основна його частина почала зводитись в кінці 1980-х і продовжувалась до кінця 1990-х років. Знакові об'єкти: НВК №34, дитсадочки № 34 "Дніпряночка" та № 91 "Кобзарик", ТРЦ "Гранд Маркет", магазин "Абсолют", автозаправка "Авіас", церква УПЦ МП. З рекреаційних зон є облаштовані пляжі "Живчик" та "Митницький", парк Європейський.

В планах забудови були також перспективні масиви Митниця-3 та Митниця-4, що мали б розташовуватись на намитих на водосховищі островах, але економічні труднощі СРСР та його розпад завадили цим планам здійснитись. Нагадуванням про амбітний проєкт служить безіменний острів, що мав би бути продовженням вулиці Козацької до її з'єднання з вулицею Жужоми.

## Історія
З прадавніх часів на території мікрорайону розташовувались різні поселення, довкола яких і сформувалося місто Черкаси. Саме тут, на перетині торгових шляхів, було митне подвір'я, де брали плату (мито) за право торгувати на прилеглих землях. Згодом Митницею почали називати саму місцевість та річечку, що тут протікала. Перші документальні згадки урочища можна прослідкувати на картах міста датованих 1893 та 1908 років. Його заселяли в основному робітники різних підприємств, ремісники та рибалки. Через весняні повені на Дніпрі саме Митниця зазнавала найбільших підтоплень. Після створення водосховища місцевість був затоплено, але пізніше через збільшення населення міста було прийнято рішення про намив нового мікрорайону на місці колишнього урочища та розробку проєкту його забудови. З початку 1980-х років почався намив піску на цій території. Мікрорайон тимчасово перетворився на таку собі "пустелю", на котрій після відстою піщаного ґрунту почали зводитись багатоповерхівки сучасного мікрорайону.

## Храми
Церква Покрови Пресвятої Богородиці УГКЦ